# Georgina Cates
Georgina Cates, nach 1995 Künstlername von Clare Woodgate (* 14. Januar 1975 in Colchester, England) ist eine britische Schauspielerin.

## Leben und Leistungen
Clare Woodgate debütierte im Jahr 1991 in der britischen Fernsehserie 2point4 Children. Im Filmdrama Eine sachliche Romanze (1995) spielte sie an der Seite von Hugh Grant und Alan Rickman. Für diese Rolle wurde sie im Jahr 1996 für den London Critics Circle Film Award nominiert.
Im Kriegsdrama Die Kriegerin (1998) spielte Woodgate, nunmehr sich Georgina Cates nennend, die Rolle von Marianne, einer Zivilistin und Freundin des Soldaten Fossie (Skeet Ulrich), die mit der Waffe in der Hand gegen die Vietnamesen kämpfen will. In der britisch-indischen Komödie Stiff Upper Lips (1998) trat sie in einer größeren Rolle an der Seite von Peter Ustinov auf. Größere Rollen spielte sie ebenfalls in der schwarzen Komödie Clay Pigeons – Lebende Ziele (1998) mit Joaquín Phoenix sowie – neben Julie Delpy, Daniel Baldwin, Alfred Molina und Michael York – in der Komödie Manche mögens anders (1998). Im Filmdrama Sinner (2007), das sich für zahlreiche Filmfestivals qualifizierte, übernahm sie neben Nick Chinlund eine der Hauptrollen.
Die Schauspielerin war in den Jahren 1997 bis 2005 mit Skeet Ulrich verheiratet. Sie hat Zwillinge.

## Filmografie (Auswahl)
- 1991–1992: 2point4 Children (Fernsehserie, 14 Folgen)
- 1992: An Unwanted Woman
- 1993: An Exchange of Fire
- 1995: Eine sachliche Romanze (An Awfully Big Adventure)
- 1997: Big City Blues
- 1998: Illuminata
- 1998: Die Kriegerin (A Soldier’s Sweetheart)
- 1998: Stiff Upper Lips
- 1998: Clay Pigeons – Lebende Ziele (Clay Pigeons)
- 1998: Manche mögens anders (The Treat)
- 2007: Sinner
- 2013: Jackass: Bad Grandpa (Jackass Presents: Bad Grandpa)